# Luis Cuadrado
Luis Cuadrado Encinar, né en 1934 à Toro, en Castille-et-León et mort le 18 janvier 1980 à Madrid, est un directeur de la photographie espagnol.

## Biographie
Fils d'un restaurateur de vitraux, ce qui n'est pas anodin, il se forme à l'École officielle de cinéma de Madrid (EOC). Luis Cuadrado est l'un des plus remarquables  directeurs de la photographie espagnols : il importe la liberté esthétique de la Nouvelle Vague dans les films produits par Elías Querejeta, collaborant notamment de façon permanente aux films de Carlos Saura entre 1965 et 1973. Son travail le plus célèbre reste la lumière de L'Esprit de la ruche. Entre 1966 et 1977, il reçoit neufs médailles du Círculo de Escritores Cinematográficos, dont deux pour l'ensemble de sa carrière. Puis l'artiste devient quasiment aveugle, et doit passer le relais à son disciple Teo Escamilla à partir de Cría cuervos en 1976. Il finit par se suicider en 1980.

## Filmographie

### En tant qu'opérateur pourCarlos Saura
- 1966 : La Chasse
- 1967 : Peppermint frappé
- 1968 : Stress es tres, tres
- 1969 : La Madriguera
- 1970 : Le Jardin des délices
- 1972 : Anna et les Loups
- 1973 : La Cousine Angélique

### En tant qu'opérateur pour d'autres réalisateurs
- 1970 : Las Secretas intenciones de Antonio Eceiza
- 1971 : Mi querida señorita de Jaime de Armiñán
- 1972 : Condenados a vivir de Joaquín Luis Romero Marchent
- 1973 : Habla, mudita de Manuel Gutiérrez Aragón
- 1973 : El espíritu de la colmena de Victor Erice
- 1975 : Furtivos de José Luis Borau